# Törvényen kívüliek (Lost)
2005. február 16-án került először adásba az amerikai ABC csatornán a sorozat 16. részeként. Drew Goddard írta, és Jack Bender rendezte. Az epizód középpontjában James "Sawyer" Ford áll.

## Ismertető
|  | Alább a cselekmény részletei következnek! |

### Visszaemlékezések
Sawyer még kisgyerek volt, amikor egy napon, anyja elbújtatta őt az ágy alá. Azt mondta neki, semmi esetre se jöjjön elő. Amíg ott feküdt, Sawyer egy lövést hallott az előszobából. Ezután, az apja bement a szobába, leült az ágyra, majd fejbelőtte magát.
Évekkel később, Sawyer belép egy hotelszobába egy Mary Jo nevű nővel. Csókolóznak, ám mielőtt szeretkezhetnének, egy férfit vesznek észre a szobában. Sawyer felismeri Hibbs-et, és kiküldi Mary Jo-t a szobából. Hibbs egy dokumentumot hozott Sawyer-nek, hogy kárpótolja a "tampa-i meló" miatt. Azt mondja, megtalálta az "igazi Sawyer-t", aki átverte Sawyer szüleit, előidézve, hogy az apja megölte az anyját, majd önmagával is végzett. A férfit Frank Duckett-nek hívják, és Ausztráliában lakik.
Ausztráliába érve, Sawyer felkeresi Hibbs egyik ismerősét, hogy fegyvert szerezzen. A férfi figyelmezteti őt, hogy ha a szemébe néz annak, akit meg készül ölni, rájön, milyen ember is valójában.
Sawyer elmegy a rák-büféhez, ahol Duckett dolgozik. Előveszi a fegyverét, ám miután beszélgetni kezd Duckett-tel, rájön, hogy képtelen őt megölni. Beül egy bárba, hogy leigya magát. Találkozik Chrisitan nevű férfivel, és beszédbe elegyedik vele. Christian megemlíti a mondását: „ezért nem nyerhet soha a Red Sox a kupán”. Beszél a fiáról, akivel megromlott a kapcsolata, és akit bármikor felhívhatna, hogy megmondja, szereti, de túl gyáva hozzá. Sawyer elmondja, hogy üzleti ügyben jött Ausztráliába, mire Christian arra biztatja, ne késlekedjen.
Éjjel, Sawyer újból felkeresi Duckett-et. Sawyer-nek szólítja őt, majd mellkason lövi. Fel akarja neki olvasni a levelét, amit kiskorában írt, de hamar rájön, hogy Hibbs becsapta őt. Duckett nem az az ember, aki átverte Sawyer szüleit; Hibbs azért akarta, hogy Sawyer megölje, mert tartozása volt. „Ezért még megfizetsz” – mondja Duckett Sawyer-nek utolsó szavaival.

### Valós idejű történések (29-31. nap)
Sawyer felébred, miután rémálmában újra lepergett előtte, ahogy gyermekkorában az ágy alatt bujkálva látta és hallotta szülei halálát. Egy vaddisznót vesz észre a sátrában, ami – miután Sawyer zseblámpával rávilágít – magával viszi a sátor tetejét képező ponyvát. Sawyer utána rohan a dzsungelbe, de nem éri utol. Épp indulna visszafelé, amikor suttogásokat hall. „Ezért még megfizetsz” – mondja egy hang.
Másnap, Sayid jót nevet a póruljárt Sawyeren. Sawyer megkérdezi tőle, mit hallott a dzsungelben, amikor a francia nőtől jött vissza. Sayid beszél a suttogásokról, de Sawyer tagadja, hogy ő is hallotta volna.
A dzsungelben, Jack elmondja Kate-nek, hogy Sawyer-en kívül már mindenki visszaadta a pisztolyokat. Kate biztos benne, hogy vissza tudja tőle szerezni. Eközben, a barlangoknál, Claire elhívja Charlie-t sétálni, de Charlie lerázza őt, azt mondva, hogy most nem ér rá.
Sawyer ismét hallja a dzsungelben a suttogásokat, és ahogy a hang újból arra figyelmezteti: „Ezért még megfizetsz.” A vaddisznó rohan elő Sawyer mögül, és belelöki őt a sárba. Miután Sawyer visszamegy a sátrához, elhatározza, hogy végez a vaddal.
Hurley és Charlie vermet ásnak, hogy eltemessék Ethan-t. Hurley aggódik Charlie miatt, mert úgy gondolja, poszt-traumatikus stressze van, mióta embert ölt. Megkéri Sayid-ot, hogy beszéljen vele.
Kate követi a dzsungelbe Sawyer-t, és felajánlja, hogy segít neki – egy feltétellel. Ha kelleni fog valami a sátrából, kérdezés nélkül odaadja. Sawyer vonakodva ugyan, de beleegyezik. Éjjel, mindketten letáboroznak, és egy "Sohasem" nevű játékkal ütik el az időt, hogy jobban megismerjék egymást. Számtalan kérdést tesznek fel, amik olyan dolgokra világítanak rá, mint hogy Kate férjnél volt. A játék drámaian ér véget, amikor kiderül, hogy mindketten öltek már embert. „Úgy látszik, mégis van bennünk valami közös” – kommentálja Sawyer.
Másnap reggel, Sawyer arra ébred fel, hogy a vaddisznó feldúlta a holmiját (Kate dolgait érintetlenül hagyta). Locke éppen arra jár, és miután Kate elmondja neki, hogy Sawyer egy vaddisznót okol a problémáiért, elmesél egy történetet. Még kisgyerek volt, amikor meghalt a húga, és az anyja önmagát okolta emiatt. Egy napon, egy kutya ment be a házukba. Lefeküdt az anyja elé, és sokáig csak bámulták egymást. Locke anyja úgy hitte, a kutya valójában a halott kislánya, és azért jött el, hogy elmondja: nem az ő hibája.
Sayid odamegy Charlie-hoz, aki rögtön rájön, mit akar tőle. Azt mondja, nem érez bűntudatot Ethan megölése miatt, mert ezzel megvédte a túlélőket. Sayid beszél arról, hogy álmában gyakran megjelennek azok, akiket megkínzott és megölt. arra akar rávilágítani, hogy Ethan megölése egész életében el fogja kísérni Charlie-t. „Nem kell bezárkóznia” – mondja Sayid Charlie-nak.
Sawyer és Kate rálelnek a vaddisznó lakhelyére, ahol Sawyer egy kismalacot talál. A kezébe veszi, és a felnőtt disznó után kiáltozik. Kate dühös lesz Sawyer-re, amiért egy disznón vezeti le a feszültségét. „Találj haza egyedül” – mondja neki, mielőtt elmegy.
Sawyer végül rátalál a vaddisznóra, és fegyvert szegez rá. Sokáig habozik, mígnem rájön, hogy képtelen megölni. Kate a bokrok mögül figyeli őt, és Sawyer észreveszi. „Ez csak egy vaddisznó” – mondja neki, miután belátja, hogy a problémáiért csakis önmagát terheli a felelősség. Kate-tel együtt elindulnak vissza a táborba.
Claire magányosan üldögél a tengerparton, míg Charlie oda nem megy hozzá, hogy bepótolják az elmulasztott sétát. Eközben, Sawyer visszaadja Jack-nek a pisztolyt, majd rövid beszédbe elegyednek. Miután Jack beszél apja életelvéről („Ezért nem nyerhet soha a Red Sox a kupán.”), Sawyer rájön, hogy Jack a fia Christian-nak, akivel egy ausztrál bárban beszélgetett. Nem beszél erről Jack-nek.
|  | Itt a vége a cselekmény részletezésének! |